# الولادة من الخاصرة (مسلسل)
الولادة من الخاصرة مسلسل سوري أنتج وعرض الجزء الأول منه في 2011 ثم تبعه الجزء الثاني في 2012 تحت عنوان ثانوي ساعات الجمر، كتبه سامر رضوان وأخرجته رشا شربتجي، أما الجزء الثالث منه في 2013، والذي حمل عنوان منبر الموتى فقد أخرجه سيف الدين سبيعي
كلاكيت للانتاج الفتي

## الجزء الأول - ولادة من الخاصرة

### القصة
يطرح هذا العمل مشكلة الفقر وتبعاته الاجتماعية والنفسية من جهة، وسلطة بعض أفراد جهاز المخابرات المطلقة من جهة ثانية، وقضية العاملين في المجتمع المدني والأزمات الَّتي تلاحقهم من مجتمعاتهم الَّتي لا تفهم أفكارهم ومطالبهم، ويمر العمل على عوامل تشكل الخوف في الشَّخصيَّة الإنسانيَّة وكيفية التخلص منها.
وأحداث العمل تعتمد على أشخاص من طبقات المجتمع المختلفة، وليس من شريحة واحدة، ولها ظروف وتركيبة نفسيَّة خاصَّة، ويحوي المسلسل أحداثًا كبيرة ومجموعة من الأفكار ذات العلاقة بالشارع السوري.

### ادوار وشخصيات
| - قصي خولي في دور جابر - سلاف فواخرجي في دور سماهر - عابد فهد في دور روؤف - سلوم حداد - مكسيم خليل | - محمد حداقي في دور أبو الزين - قاسم ملحو في دور أبو فياض - كندة علوش في دور شيرين - تاج حيدر في دور سناء - فادي صبيح | - كندة حنا في دور ريم - صفاء سلطان - رنا شميس - جهاد عبدو - ربأ المأمون | - هلا يماني - دانا مارديني في دور حنين - مضر جبر - طارق صباغ - شكران مرتجى في دور أم الزين | - وفاء موصللي - رنا أبيض - إياد أبو الشامات - محمد قنوع - منى واصف في دور أم جابر | - عبد الهادي صباغ - مها المصري - ناهد الحلبي - سليم صبري - بشار إسماعيل | - انطوانيت نجيب - بسام لطفي - حسن دكاك - ماهر صليبي - رافي وهبي |

## الجزء الثاني - ساعات الجمر

### القصة
هو امتداد للجزء الأول ب استمرار بعض الشخصيات ودخول شخصيات جديدة مثل شخصية أبو نبال التي جسدها باسم ياخور.

### أدوار وشخصيات
| - قصي خولي في دور جابر - عابد فهد في دور المقدم روؤف - باسم ياخور في دور أبو نيبال - محمد حداقي في دور أبو الزين - فادي صبيح في دور أبو مقداد - ديمة قندلفت في دور سناء | - عبد المنعم عمايري في دور عقيل - كندة حنا بدور ريم - شكران مرتجي في دور أم الزين - زهير درويش في دور مهاب - صفاء سلطان في دور نجوى | - محمد قنوع - دانا مارديني - يزن السيد - مضر جبر - هلا يماني | - كندة علوش - وفاء موصللي - إياد أبو الشامات - منى واصف - عبد الهادي صباغ | - مها المصري - ناهد الحلبي - عبد الحكيم قطيفان - بشار إسماعيل - أمل بوشوشة | - هبة نور - خالد قيش - حسام تحسين بيك - رافي وهبي - رشا شربتجي |

## الجزء الثالث - منبر الموتى
هو تتمة لمجريات أحداث الجزء الثاني منه الذي أتى بعنوان ساعات الجمر كما أنه يسلط الضوء حول مصير شخصيات المسلسل الرئيسية:- جابر (الممثل:قصي خولي)، المقدم رؤوف (الممثل: عابد فهد)،أبو نبال (الممثل: باسم ياخور)-، التي وصلت إلى نهايات مختلفة في الجزء الثاني منه الذي حمل عنوان ساعات الجمر، حيث نرى المزيد من التطورات والمفاجآت التي تطال شخصياتهم ومسارهم في الحياة.

## صفحة العمل الرسمية
- صفحة الجزء الأول على موقع السينما
- صفحة الجزء الثاني على موقع السينما
- صفحة الجزء الثالث على موقع السينما